# Летонија на Светском првенству у атлетици на отвореном 2022.
Летонија је на 18. Светском првенству у атлетици на отвореном 2022. одржаном у Јуџину  од 15. до 25. јула учествовала петнаести пут, односно учествовала је под данашњим именом на свим првенствима од 1993. до данас. Репрезентацију Летоније представљала су 6 атлетичара (3 мушкарца и 3 жене) који су се такмичили у 4 атлетских дисциплина (2 мушке и 2 женске).,
На овом првенству такмичари Летоније нису освојили ниједну медаљу али су оборили 2 лична рекорда и остварили 1 најбољи лични резултат сезоне.
У табели успешности према броју и пласману такмичара који су учествовали у финалним такмичењима (првих 8 такмичара) Летонија је са 1 учесницом у финалу заузела 66. место са 3 бода.
| Пл. | Земља    | 1. место | 2. место | 3. место | 4. место | 5. место | 6. место | 7. место | 8. место | Бр. фин. | Бод. |
| --- | -------- | -------- | -------- | -------- | -------- | -------- | -------- | -------- | -------- | -------- | ---- |
| 66. | Летонија | 0        | 0        | 0        | 0        | 0        | 1        | 0        | 0        | 1        | 3    |

## Учесници
| Мушкарци: - Арнис Румбеникс — 35 км ходање - Patriks Gailums — Бацање копља - Роланд Штробиндерс — Бацање копља | Жене: - Гунта Ваичуле — 400 м - Лина Музе — Бацање копља - Мадара Паламејка — Бацање копља |

## Резултати

### Мушкарци
| Атлетичар          | Дисциплина   | Лични рекорд | Квалификације | Квалификације | Полуфинале   | Полуфинале | Финале                | Финале       | Детаљи |
| Атлетичар          | Дисциплина   | Лични рекорд | Резултат      | Место         | Резултат     | Место      | Резултат              | Место        | Детаљи |
| ------------------ | ------------ | ------------ | ------------- | ------------- | ------------ | ---------- | --------------------- | ------------ | ------ |
| Арнис Румбеникс    | Ходање 35 км | 2:38:56 НР   |               |               |              |            | 2:42:47               | 37 / 40 (50) |        |
| Patriks Gailums    | Бацање копља | 83,65        | 79,66         | 7. у гр. Б    |              |            | Нису се квалификовали | 13 / 27 (28) |        |
| Роланд Штробиндерс | Бацање копља | 85,07        | 79,39         | 7. у гр. А    | 15 / 27 (28) |            | Нису се квалификовали |              |        |

### Жене
| Атлетичарка      | Дисциплина   | Лични рекорд | Квалификације | Квалификације | Полуфинале            | Полуфинале            | Финале                | Финале      | Детаљи |
| Атлетичарка      | Дисциплина   | Лични рекорд | Резултат      | Место         | Резултат              | Место                 | Резултат              | Место       | Детаљи |
| ---------------- | ------------ | ------------ | ------------- | ------------- | --------------------- | --------------------- | --------------------- | ----------- | ------ |
| Гунта Ваичуле    | 400 м        | 51,37 НР     | 52,21         | 4. у гр. 4    | Није се квалификовала | Није се квалификовала | Није се квалификовала | 25 / 43     |        |
| Лина Музе        | Бацање копља | 64,87        | 59,16 кв      | 6. у гр. Б    |                       |                       | 61,26                 | 6 / 27 (29) |        |
| Мадара Паламејка | Бацање копља | 66,18 НР     | 58,61 ЛРС     | 6. у гр. А    | Није се квалификовала | 13 / 27 (29)          |                       |             |        |